# Рефика Биргюл
Рефика Биргюл (на турски: Refika Birgül) е турски кулинарен журналист и телевизионен водещ. Всяка седмица публикува своята колонка „Кухнята на Рефика“ (Refika'nın Mutfağı) в турския вестник Hürriyet Daily News. Също така е водещ на готварското шоу Чудесни вкусове (Mucize Lezzetler), както и на готварски канали в Ютюб на турски и английски език.
През 2010 г. Биргюл публикува първата си двуезична готварска книга Refika'nın Mutfağı – „Храната на новия Истанбул“, издадена на български език през 2023 г. от издателство „Кръг“.

## Ранни години
Биргюл е родена на 19 май 1980 г. в Истанбул, в голямото семейство на медицински специалисти. Майка ѝ е кипърска туркиня, а баща ѝ е от Невшехир. Макар и да е диагностицирана с дислексия в ранна възраст, тя проявява талант за изчисления на големи суми наум. Това развива и страстта ѝ към математика.
Биргюл завършва Робърт колеж, а след това следва психология в университета „Коч“. Преминава също и обучение по лидерство в Лондонското бизнес училище.

## Професионален опит
- Докато работи в рекламната агенция на Явуз Тургул – „Медина Тургул“, Биргюл решава да прекъсне обучението си заради мечтата си да бъде рекламодател.
- Мащабното земетресение в Истанбул я кара да поеме по друг път – започва собствен бизнес, използвайки Интернет телефония.
- След дипломирането си тя работи за Независимия филмов фестивал в Истанбул !F и в организационния отдел на Истанбулската фондация за култура и изкуства (IKSV). След това тя работи като старши изпълнителен директор и управител в частната болница Doğan в продължение на пет години и половина.
- През 2010 г. тя започва „Кухнята на Рефика“.

Любовта ѝ към кулинарията започва с приготвянето на турско кафе за цялото семейство, когато е висока едва колкото фурната. Тя се запознава със средиземноморската кухня благодарение на кипърските си корени, а познанията за храната на Централен Анадол дължи на баща си и роднините от Невшехир. Вкусът ѝ се усъвършенства по време на посещенията при близките ѝ в Лондон.
Рефика се опитва да овладее кулинарното майсторство до съвършенство чрез страстта си към математиката.
В едно от интервютата си тя каза: „Вярвам, че някои хора са родени да обичат. Аз съм един от тях. Всъщност готвенето е опростена реализация на тази любов."
Най-голямата мечта на Рефика е „да види французин, който приготвя лахмаджун в дома си“. Продължавайки да създава нови рецепти, тя успява да запази традициите на турската кухня. В своите канали, книги и предавания тя предлага не само рецепти за храна, но и за живота.

## Кухнята на Рефика
Рефика живее в квартал Кузгунджук в Истанбул. При публикуването на книгата ѝ тя се нуждае от студио, което да отговаря на нейния дух. Затова предприема ремонт на сградата, построена от гръцкия архитект Симотас в Кузгунджук. Там тя осъществява кухненското студио мечта с името Refika'nın Mutfağı – Мека за любителите на храната. До голяма степен благодарение на усилията на Рефика, живописният истанбулски квартал Кузгунджук се превръща в неин жилищен и работен център. Кварталните месари, пекари и бакали са редовни участници в телевизионното ѝ шоу.

## ТВ предаване
През октомври 2011 г. тя започва шоуто „Чудесни вкусове“ (Mucize Lezzetler), спонсорирано от Arçelik в кухненското ѝ студио. Излъчва се през уикендите по NTV и Star TV, които са едни от най-големите телевизионни канали на Турция. Фактът, че всеки епизод има различна концепция и че националната кухня се представя чрез местни и органични продукти, го отличава сред другите готварски предавания.
През 2015 г. след Refika ile Hızlı Tarifler, където в рамките на 10 минути тя споделя както вкусни, така и много практични рецепти, Рефика е отличена с наградата „Най-добра кулинарна програма на годината“ от Future of Tourism Platform.
През 2018 г. създава нова концепция, наречена Refika ile Öze Dönüş по Fox TV и 24Kitchen. С това предаване тя се стреми да се върне към корените си, да предаде съставките, ястията и техниките на богатата кухня на Турция.
Докато работи като управител на болница, нейни приятели я насърчават да напише готварска книга, която впоследствие тя създава в малкото си свободни часове. „Храната на новия Истанбул“ е публикувана през април 2010 г. на английски и турски. Първият тираж се разпродава за 1,5 месеца. През 2023-та книгата излиза и на български език.
Рефика има и други книги. В Narli Tarifler събира 24 вкусни рецепти с нар.
През 2015 г. излиза и Hızlı Tarifler – печатна версия на телевизионното шоу и рецептите. С тази книга Рефика си поставя за цел да насърчи всички, които не готвят, да влязат в кухнята и да им покаже как да се насладят на кулинарния процес у дома.
През 2016 г. публикува Düdüklünün Sihirleri, в която предлага рецепти за тенджера под налягане.

## „Кулинарното училище на Рефика“ и „Кухнята на Рефика“ –Youtubeканали
Към декември 2022 г. Youtube каналът на Рефика достига над 2,3 милиона абонати. Той представя турската школа по готварство и дава шанс на всеки свободно споделя всяка необходима информация.